# Slacker (filme)
Slacker é um filme americano de comédia dramática lançado em 1990 escrito, produzido e dirigido por Richard Linklater, que também atua no filme. Slacker foi indicado ao Grande Prêmio do Júri - Drama no Festival de Cinema de Sundance em 1991.
Em 2012, o filme foi selecionado para preservação no Registro Nacional de Filmes dos Estados Unidos pela Biblioteca do Congresso como sendo "significativo culturalmente, historicamente ou esteticamente".

## Sinopse
Slacker segue um dia na vida de of conjunto de jovens socialmente desajustados vivendo na cidade de Austin, no Texas. Seguindo vários personagens e cenas, nunca se focando em um único personagem por mais que alguns minutos
A maioria dos personagens lutam com sentimentos de exclusão ou marginalização social, que são temas recorrentes em suas conversas. Eles discutem sobre classes sociais, terrorismo, desemprego e controle governamental da mídia.

## Produção
O título provisório de Slacker era No Longer/Not Yet . O filme foi gravado em 1989 com uma câmera Arriflex de 16 mm na cidade de Austin, Texas, com um orçamento de 23 mil dólares e estreou no Austin's Dobie Theatre em 27 de julho de 1990. A Orion Classics adquiriu o filme para distribuição nacional e lançou uma versão de 35 mm ligeiramente modificada em 5 de julho de 1991. Slacker Não teve um lançamento amplo, mas acabou se tornando um filme cult, arrecadando uma receita bruta doméstica de 1,2 milhões de dólares. O elenco conta com muitos moradores notáveis de Austin, incluindo Louis Black, Abra Moore e Teresa Taylor.

### Recepção critica
O critico de cinema Roger Ebert deu ao filme três de quatro estrelas e escreveu: "Slacker é um filme que tem um apelo quase indescritível, mas a abordagem do diretor Richard Linklater é muito clara. Ele deseja nos apresentar uma certa camada da vida no campus na atualidade". Em sua crítica para o The New York Times, Vincent Canby escreveu: "Slacker é uma refeição de 14 pratos composta inteiramente de sobremesas ou, mais precisamente, um filme convencional cuja narrativa foi jogada fora e substituída por pedaços suficientes de cor local para poder abastecer cinco anos de filmes comuns".
No site agregador de críticas Rotten Tomatoes, o filme segura uma taxa de aprovação de 81% com base em 43 resenhas e uma classificação média de 7,3/10. O consenso crítico do site diz: " Slacker coloca seu polegar indolente no pulso de uma geração com uma realização cinematográfica fresca que captura o clima da época, estabelecendo um padrão para o cinema independente dos anos 1990." No Metacritic, o filme tem uma pontuação média ponderada de 69 em 100, com base em 16 críticos, indicando "críticas geralmente favoráveis".